# Балка Орлова (притока Балки Жаб'ячої)
Балка Орлова — балка (річка) в Україні у Кам'янському районі Дніпропетровської області. Ліва притока Балки Жаб'ячої (басейн Дніпра).

## Опис
Довжина балки приблизно 8,65 км, найкоротша відстань між витоком і гирлом — 6,89  км, коефіцієнт звивистості річки — 1,26 . Формується декількома струмками. На деяких ділянках балка пересихає.

## Розташування
Бере початок на південно-західній стороні від села Мишурин Ріг. Тече переважно на південний схід і на східній стороні від села Михайлівки впадає у Балку Жаб'ячу, ліву притоку річки Омельника.

## Цікаві факти
- Біля гирла балки на східній стороні на відстані приблизно 579 м пролягає автошлях М0423[3] (автомобільний шлях територіального значення у Дніпропетровській області. Пролягає територією Кам'янського району через Мишурин Ріг — Лихівку — Вільногірськ. Загальна довжина — 45,8 км.).